# Basilique Saint-Marc de Venise
La basilique cathédrale Saint-Marc (en italien : Basilica Cattedrale di San Marco), est la plus importante basilique de Venise. Construite en 828, reconstruite après l'incendie qui ravagea le palais des Doges en 976, elle est, depuis 1807, la cathédrale du patriarche de Venise. Elle est située sur la place Saint-Marc, dans le quartier de San Marco qui lui doivent leur nom.
La basilique Saint-Marc fait partie du site de Venise et sa lagune, inscrit en 1987 au patrimoine mondial de l'UNESCO.

## Historique

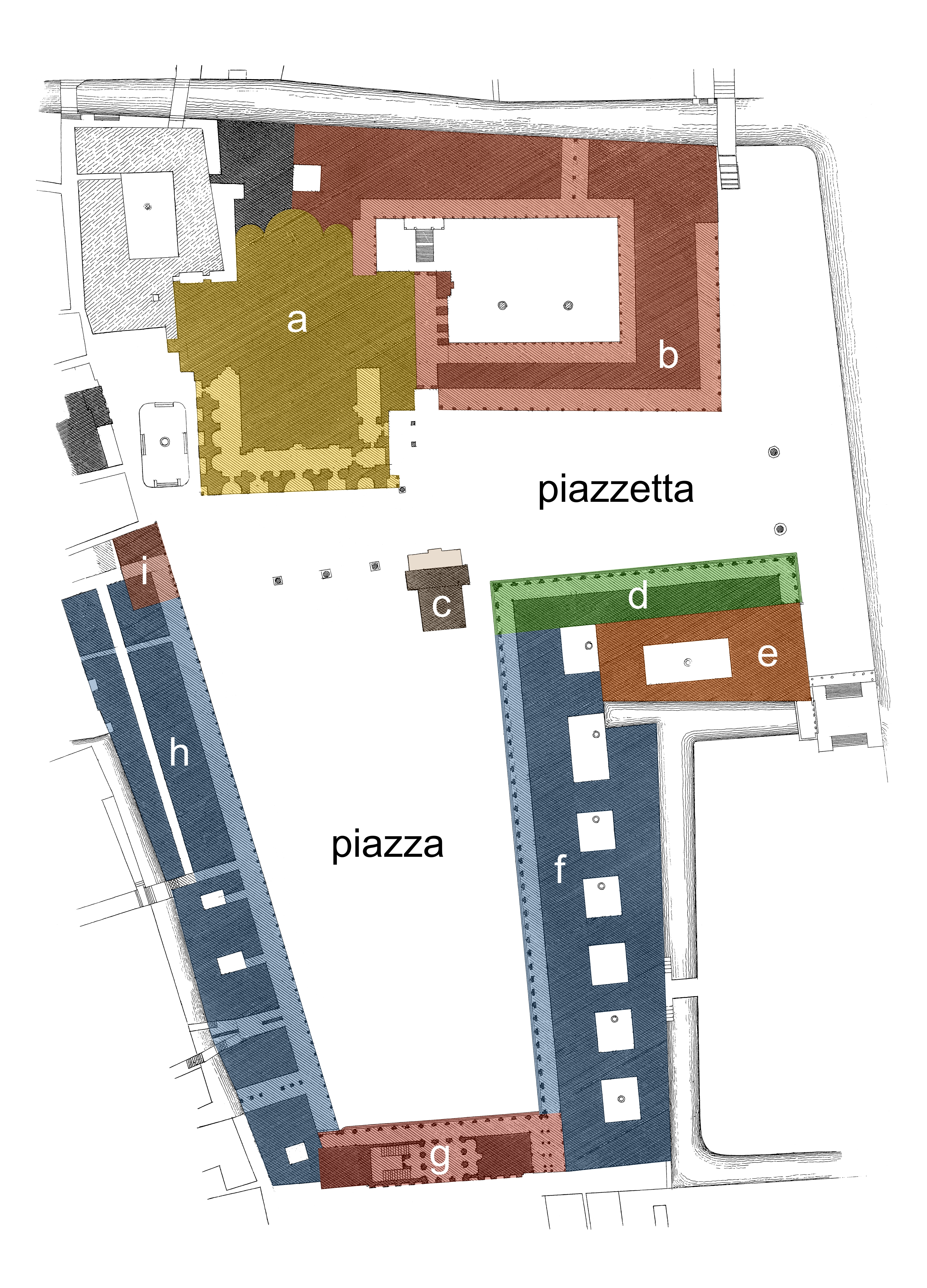
Plan de la place Saint-Marc : la basilique se trouve au point A.

La première église dédiée à saint Marc fut fondée en 828 par Giustiniano Participazio, onzième Doge de Venise, et bâtie dans les années 829 à 832, sur l'emplacement de la chapelle privée du palais des Doges, dans le but de recevoir les reliques de saint Marc l'évangéliste rapportées par des marchands vénitiens de Bucoles, petit port proche d'Alexandrie, où il avait souffert le martyre. 

La basilique, après la reconstruction de 976 - 1094, sans les ajouts gothiques du XIIIe siècle (reconstitution)

À la suite de la révolte des Vénitiens contre le doge Pietro IV Candiano, qui mirent le feu aux maisons situées à côté du palais des Doges pour le forcer à fuir, cette première église fut détruite par l'incendie en 976, en même temps que le palais des Doges, l'église Saint-Théodore, premier saint patron de Venise, et deux cents maisons alentour. La même année, le doge Pietro Orseolo entreprend de la reconstruire. D'après les textes de l'époque, il restait encore la moitié de l'église Saint-Marc. On a donc commencé par réparer l'église. Des vestiges de ces deux églises détruites en 976 peuvent encore se voir dans la basilique.

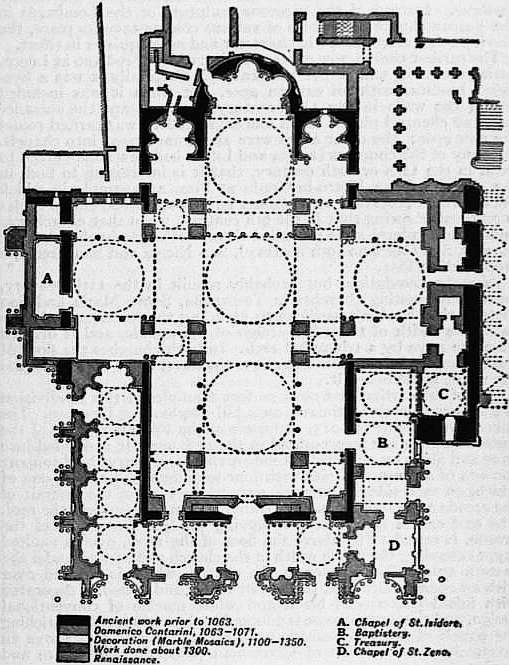
Plan de la basilique, 1911.

Au XVIe siècle, Stefano Magno a écrit : « Comme l'on avait des fonds à disposition on proposa de les dépenser pour faire cette église ou pour faire une guerre ; il fut décidé de faire l'église ». Ce texte indique qu'il est décidé de faire « une construction ingénieuse du type de celle construite en l'honneur des douze apôtres de Constantinople ». En 1060 ou 1063, le doge Domenico Contarini décide de reconstruire la basilique en englobant l'église Saint-Théodore et en faisant de l'ancienne chapelle Saint-Marc la crypte de la nouvelle église permettant d'y conserver le sacellum de saint Marc. Les architectes de la nouvelle église viennent de Constantinople pour bâtir « un superbe temple singulier et rare » d'après Bernardo Giustinian. L'église est consacrée en 1094 après plusieurs interruptions des travaux. La nouvelle église a été construite à l'emplacement de l'église Saint-Théodore et de la chapelle Saint-Marc en reprenant un plan en croix grecque s'inspirant de l'église des Saints-Apôtres de Byzance (détruite par les Turcs en 1469).
Les ossements de saint Marc furent « miraculeusement redécouverts » le 25 juin 1094. Ce jour fut déclaré jour de fête, nommé « Inventio Sancti Marci ».
Jusqu'à la chute de la république de Venise, le gouvernement avait toujours fait en sorte, à travers les siècles, de tenir le siège épiscopal aussi éloigné que possible du centre administratif de la cité, exception faite de la chapelle palatine du doge, devenue par la suite la grande église d'État, digne d'abriter les reliques de saint Marc, qui avait pris la place de saint Théodore comme patron de la ville. Le palais épiscopal, siège du patriarche, s'était trouvé maintenu bien à l'écart, dans le quartier de San Pietro di Castello.

## Description

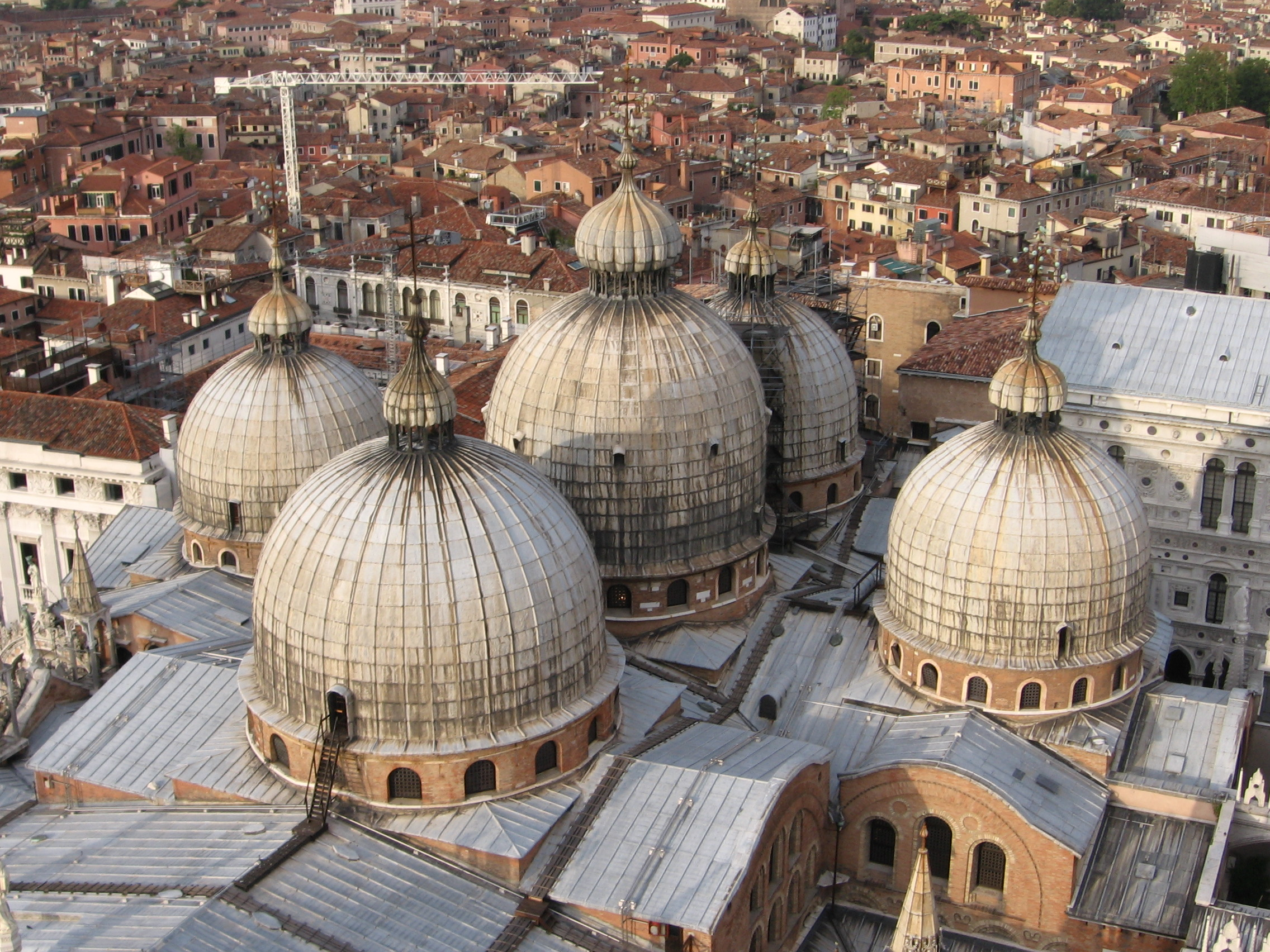
Les dômes de la basilique, vus du sommet du campanile

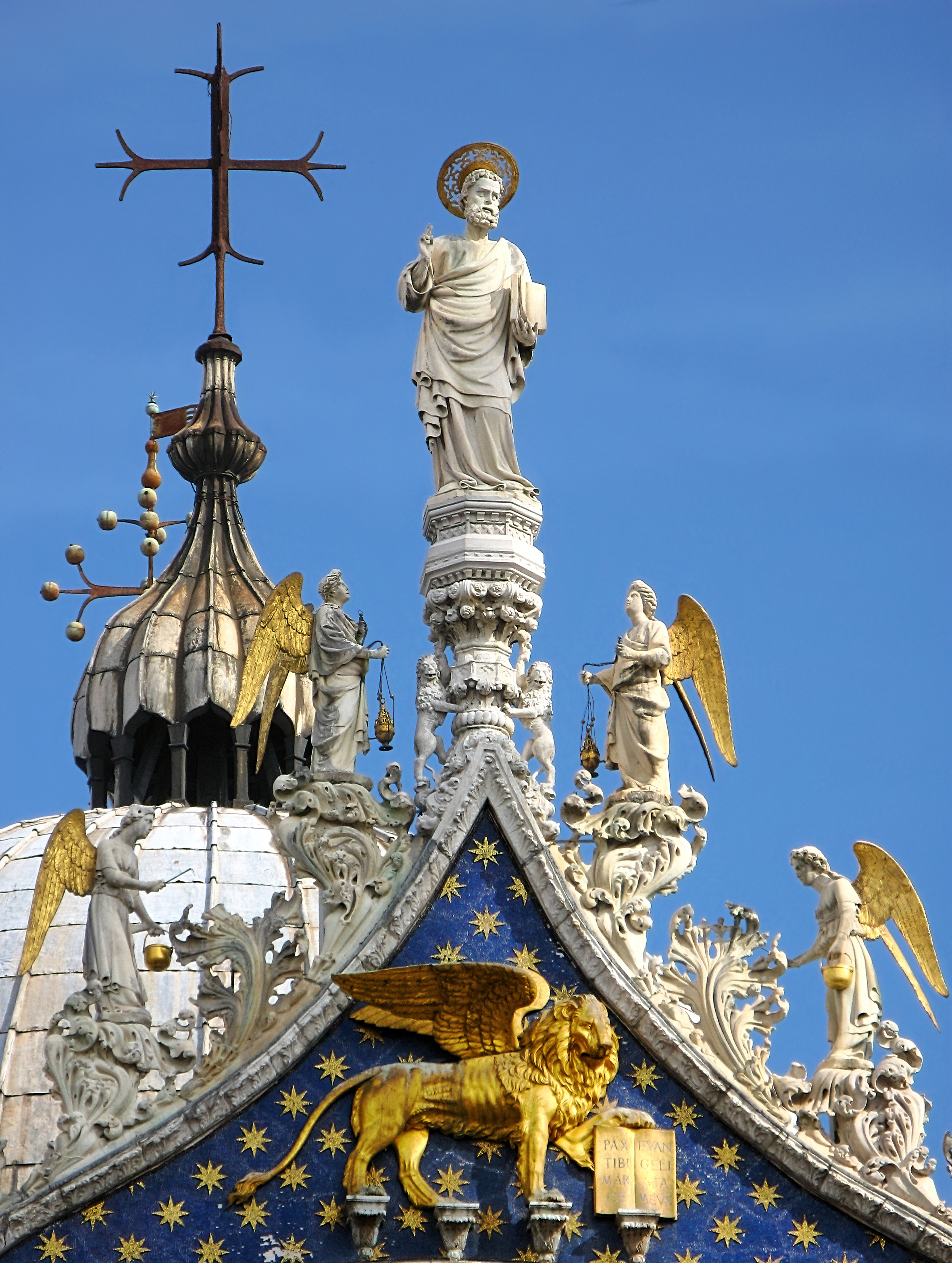
Le lion de saint Marc couronne le portail.

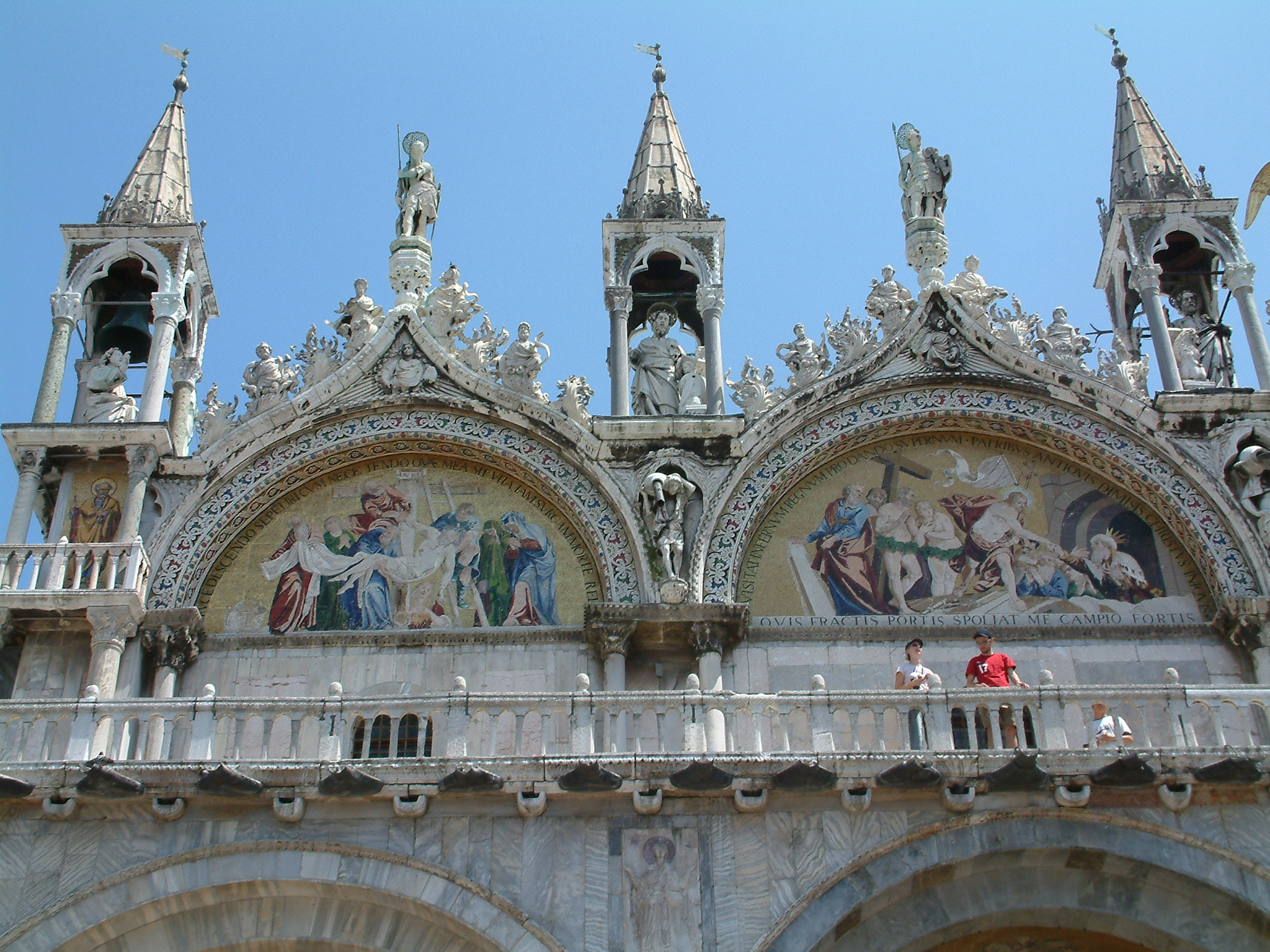
Mosaïques de l'ordre supérieur.

Saint-Marc est une église à coupoles, qui suit le modèle des édifices byzantins : elle forme un plan en croix grecque de 76,5 m de long et 62,6 m de large. La coupole centrale couvre la croisée des quatre branches, chacune surmontée de sa propre coupole. Les coupoles principales atteignent une hauteur de 45 m. C'est aux liens étroits de la république de Venise avec Byzance que l'on doit ce recours de chaque instant aux modèles de l'art byzantin. L'influence de l'église des Saints-Apôtres de Constantinople (536-546) semble la plus marquante. Saint-Marc ne s'inspire donc en aucun cas des constructions italiennes contemporaines, mais demeure strictement fidèle aux formes hiératiques de son modèle. Les ajouts du XIIIe siècle sont restés conformes à cet esprit des modèles de l'art byzantin, tandis que le XIVe siècle voit à Saint-Marc l'introduction délibérée du style gothique.

### Extérieur
La scission de la façade principale en deux étages affirme la reconnaissance de Saint-Marc de Venise en tant qu'église d'État, mais elle symbolise aussi le triomphe sur Constantinople en 1204, lors de la IVe croisade. La décoration somptueuse, par l'abondance des colonnes antiques de marbre, porphyre, jaspe, serpentine, albâtre, les innombrables sculptures de différentes époques et les mosaïques des portails laissent une impression d'immense richesse. Dès le XIIIe siècle, les sculptures des archivoltes des cinq portes médianes ont montré l'opulence des corporations vénitiennes, avec les représentations des douze mois et les allégories des Vertus. Les mosaïques d'origine, du XIIIe siècle n'ont été conservées qu'au-dessus de la porte Sant'Alipio, au nord. La galerie, à l'étage, est dominée par des copies du célèbre quadrige antique de bronze doré des chevaux de Saint-Marc, qui, comme beaucoup de colonnes et sculptures, ont été enlevées à Constantinople en 1204.
(Venice) St. Mark's Basilica, lunette - The body of St. Mark is received in Venice, ca. 1660 by Pietro Vecchia.jpg|Le corps de Saint Marc arive à Venice par Pietro Vecchia en 1660

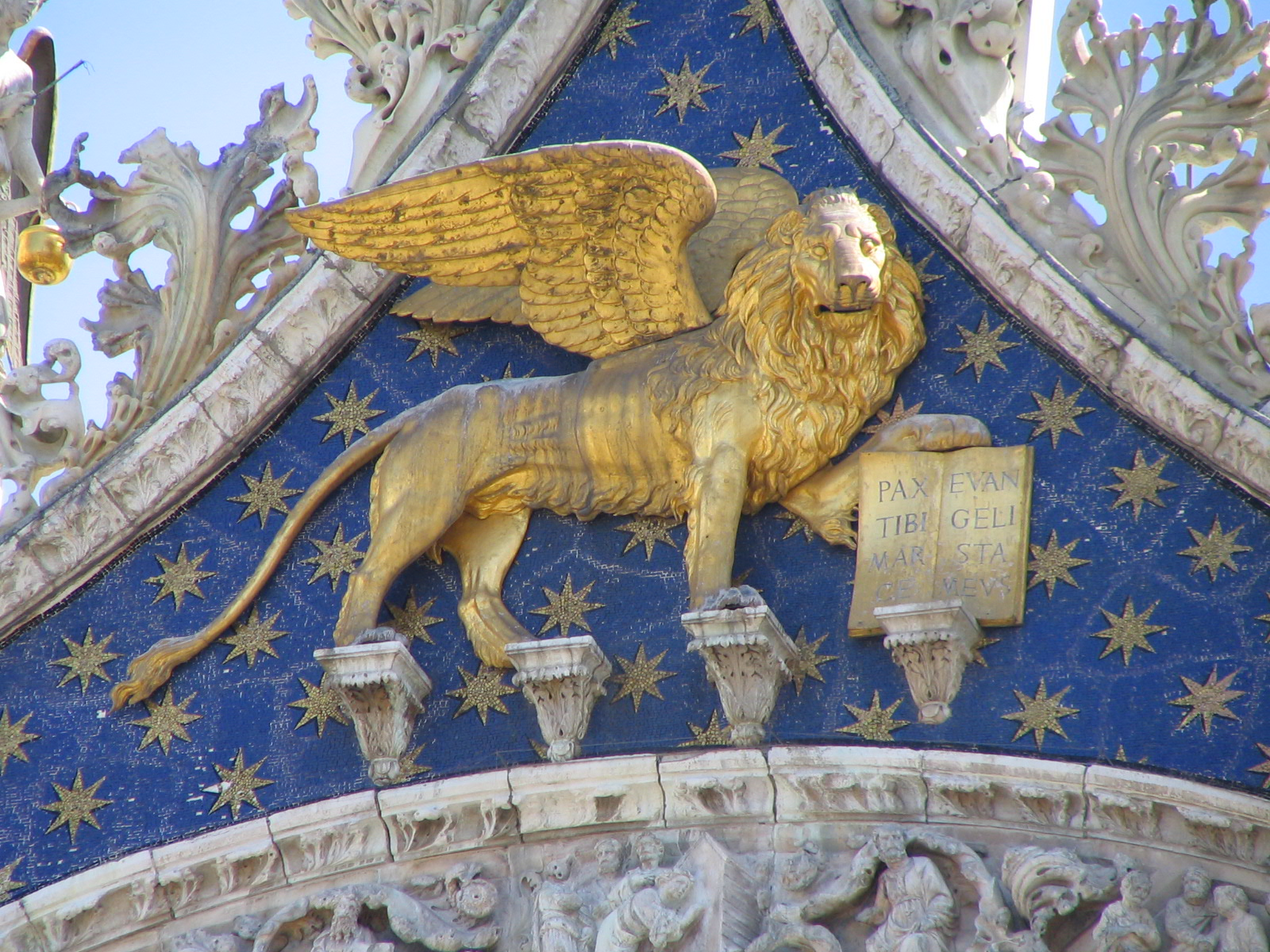
Le Lion de Saint-Marc.
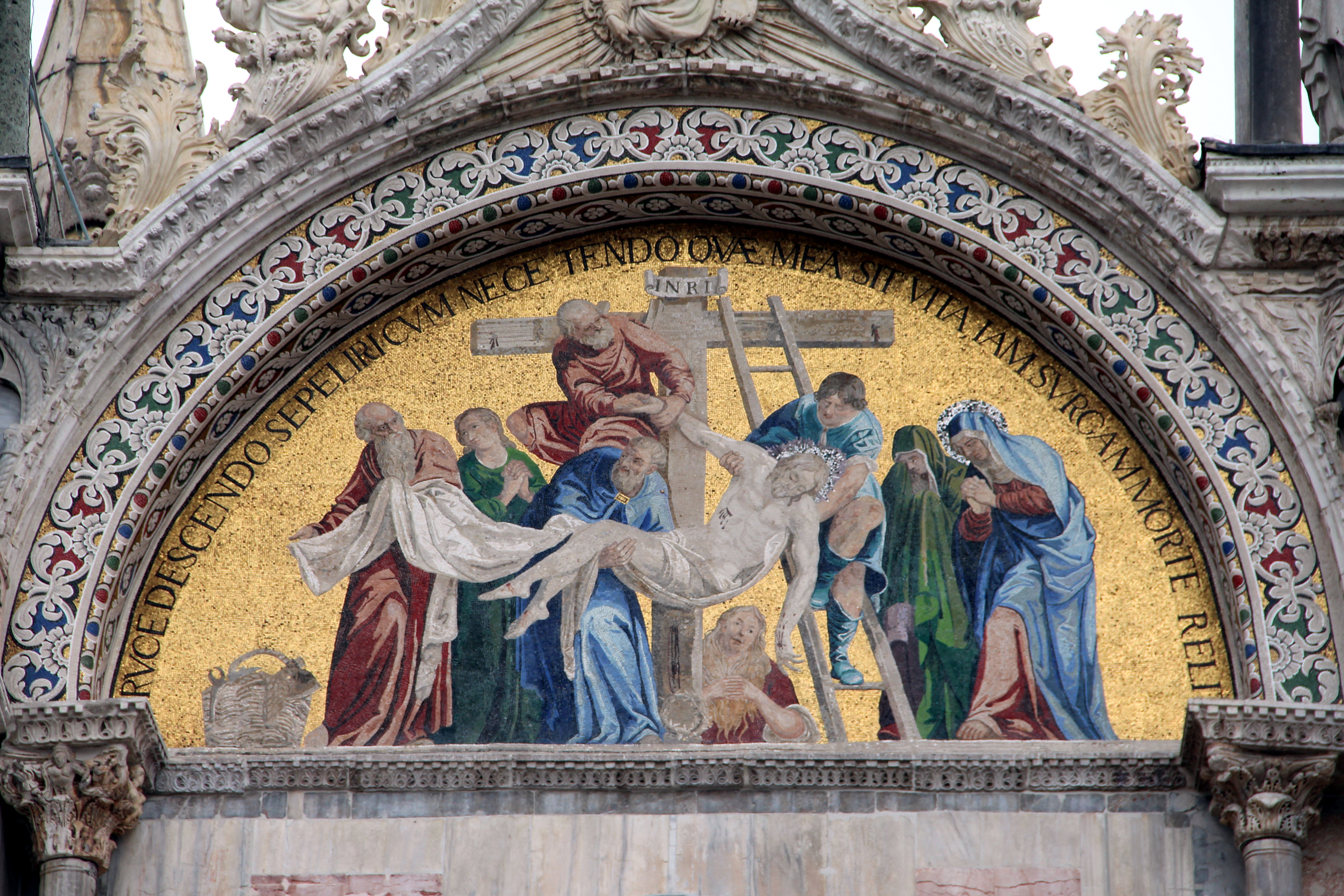
La Descente de croix.

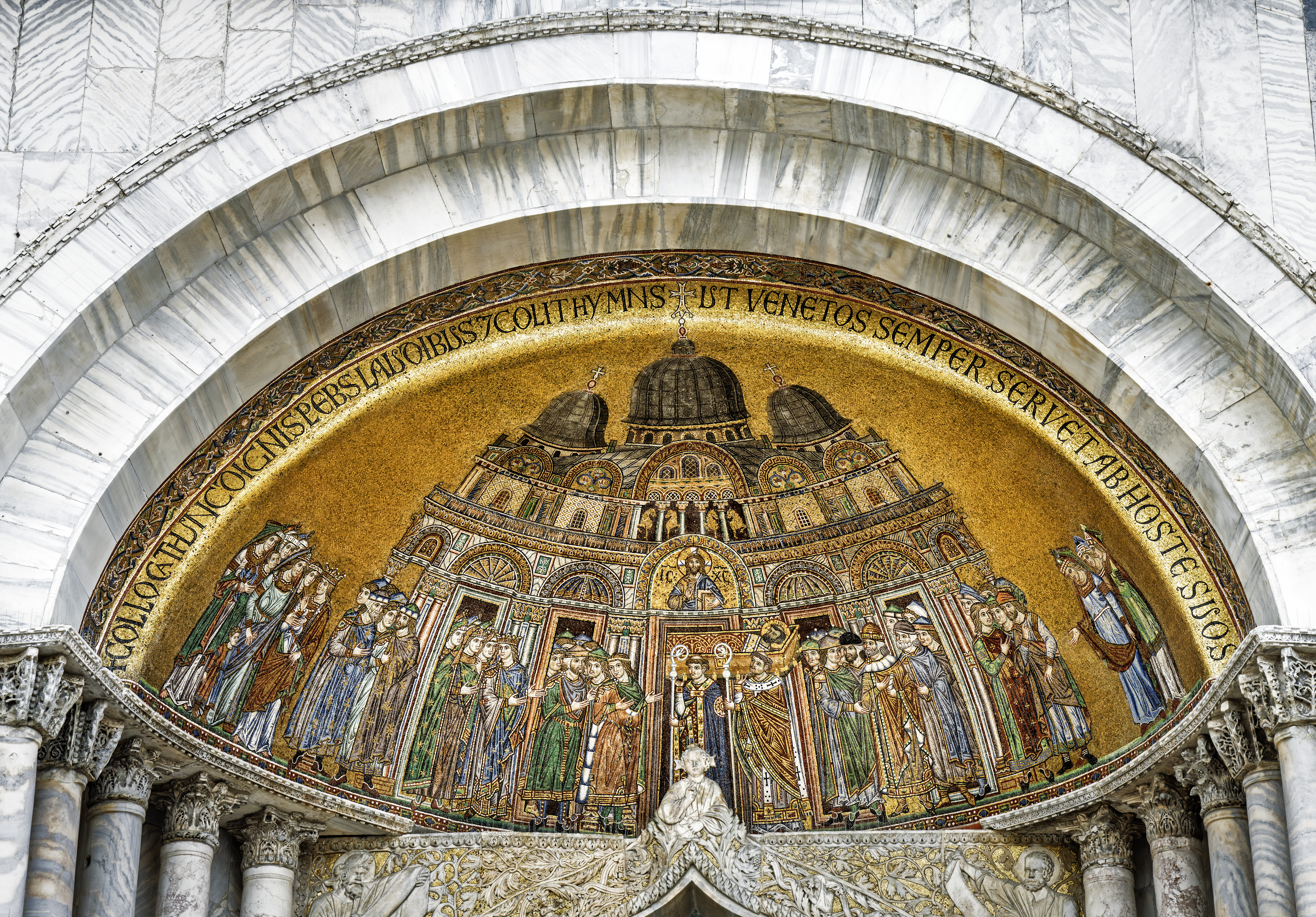
La basilique au XIIIe siècle, sur la mosaïque du portail de Saint-Alipius.
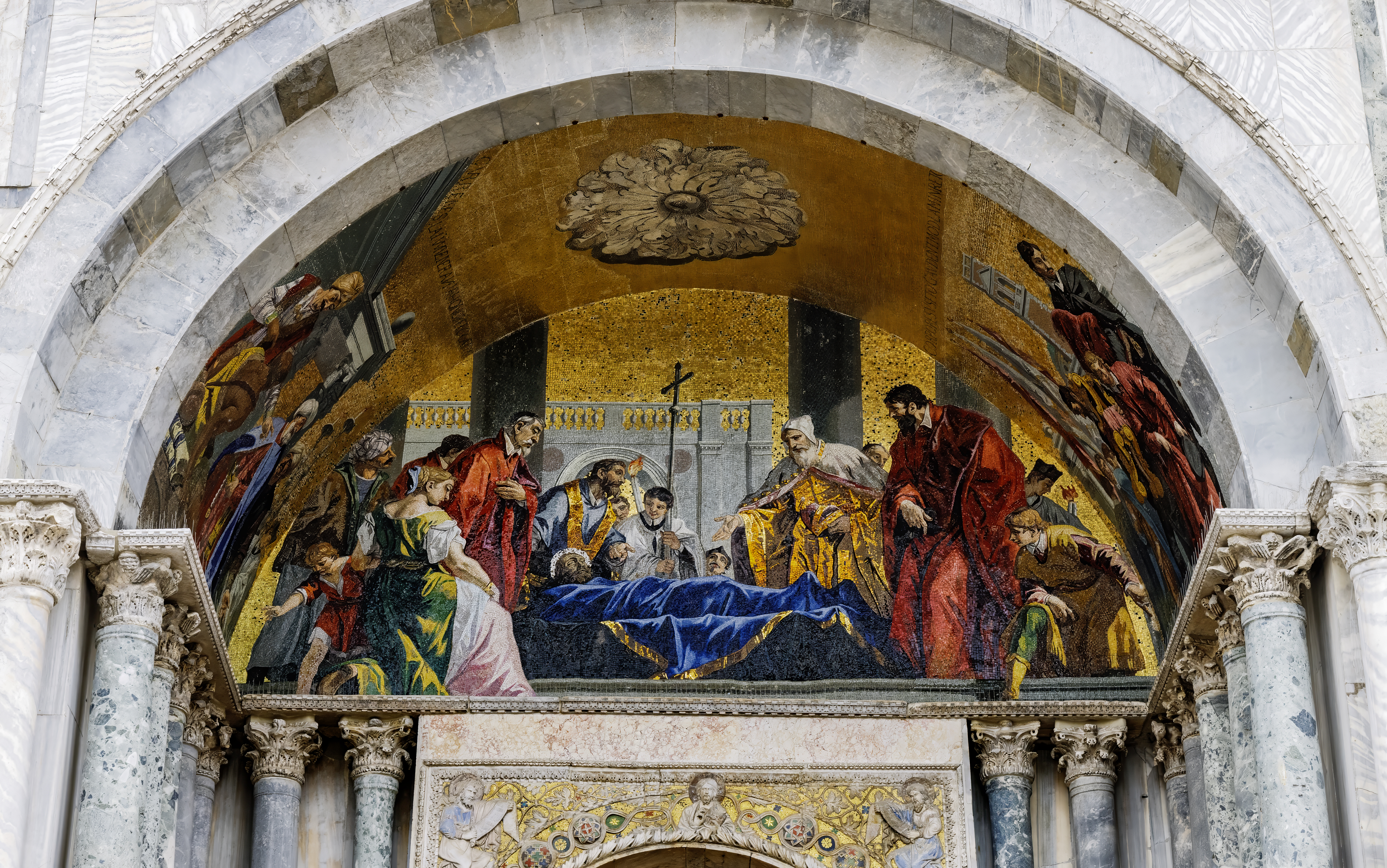
Le corps de Saint Marc vénéré par le doge par Sebastiano Ricci et Leopoldo Del Pozzo
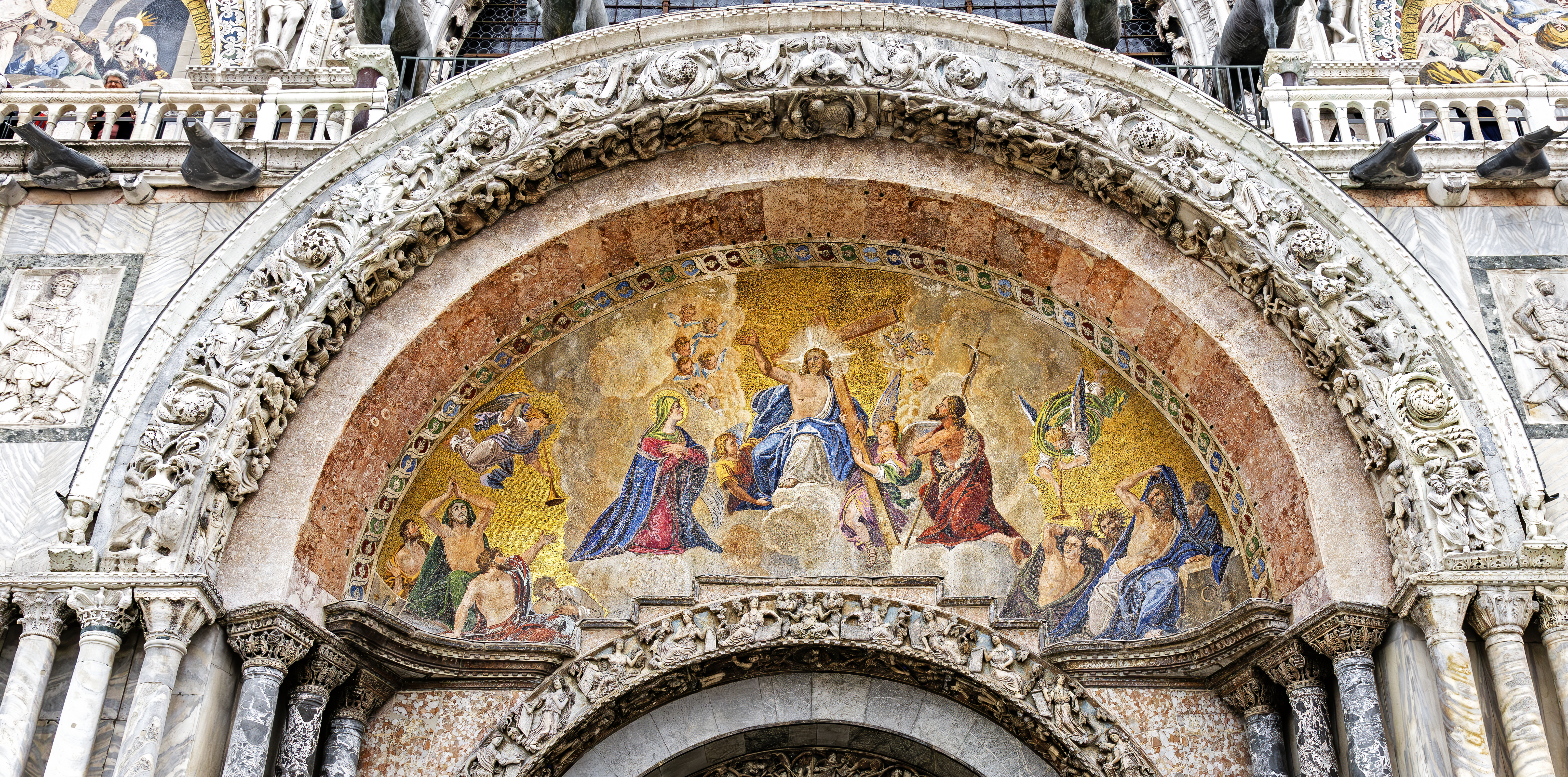
Le Jugement dernier par Lattanzio Querena
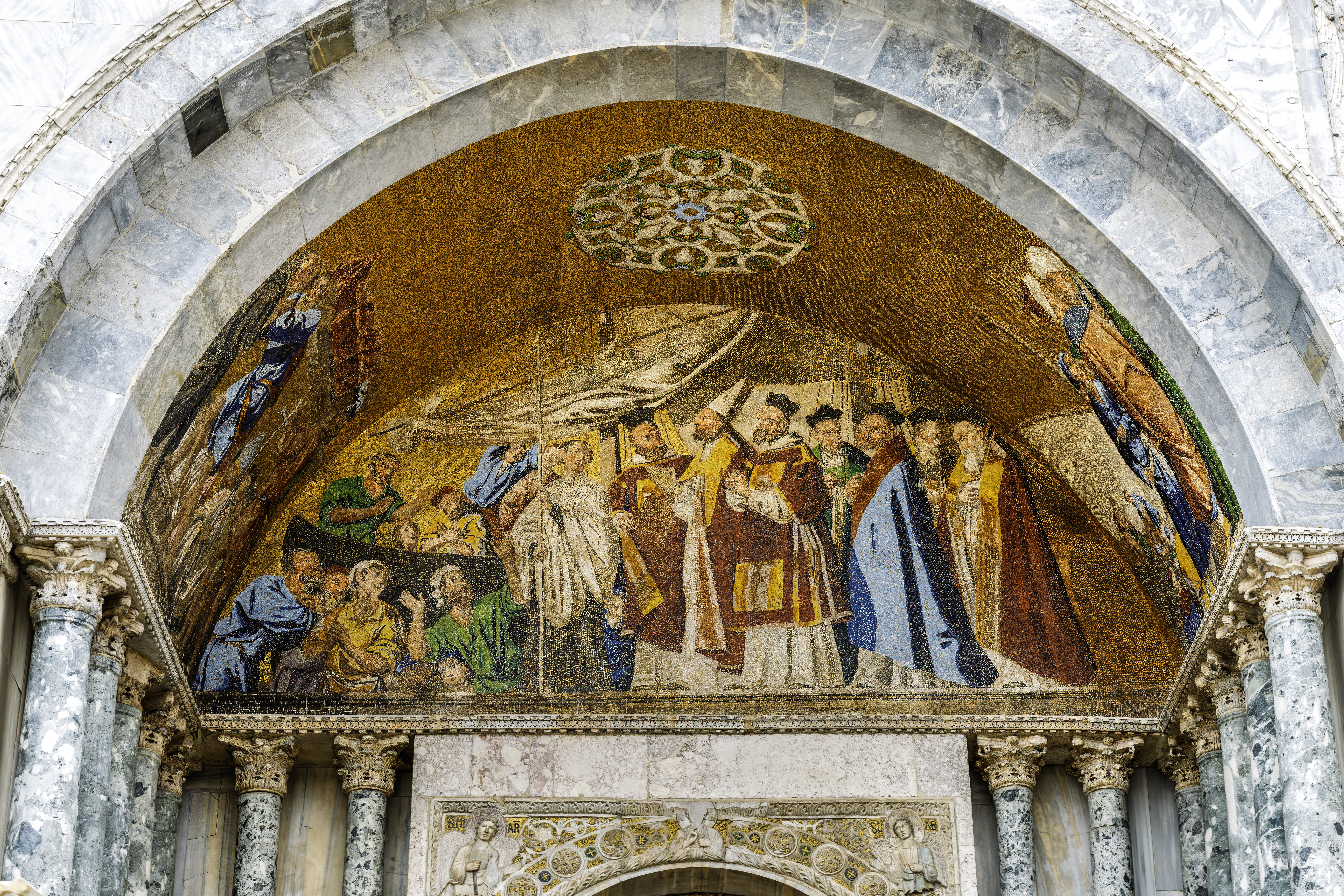
Le corps de Satin Marc est reçu à Venise par Pietro Vecchia

### Intérieur
Pour se rendre de la place Saint-Marc vers la basilique, il faut descendre un escalier. L'abaissement du sol, qui est actuellement de 23 cm, ne concerne pas seulement le monument, mais tous les vieux quartiers de Venise. La basilique Saint-Marc, sur le modèle byzantin, possède un narthex de 62 m de long, 6 m de large et 7,35 m de haut, surmonté de huit coupoles plus petites. L'intérieur est divisé en trois nefs par six colonnes et quatre piliers massifs sur lesquels reposent les cinq dômes. Les bras du transept sont eux-mêmes divisés en trois nefs.
L'effet spatial est impressionnant : alors que le sol est recouvert de mosaïques décoratives et le bas des murs revêtu de marbres de toutes sortes, le haut des murs et tout le plafond sont recouverts de mosaïques à fond d'or. Les 2 600 colonnes antiques ont été prises pour la plupart lors des conquêtes (en particulier celle de Constantinople en 1204) et reversées comme butin à Saint-Marc. Pour la plupart, elles ne remplissent aucune fonction structurelle, mais servent de décoration, restant comme le symbole du soutien à la puissance de Venise.

### Mosaïques

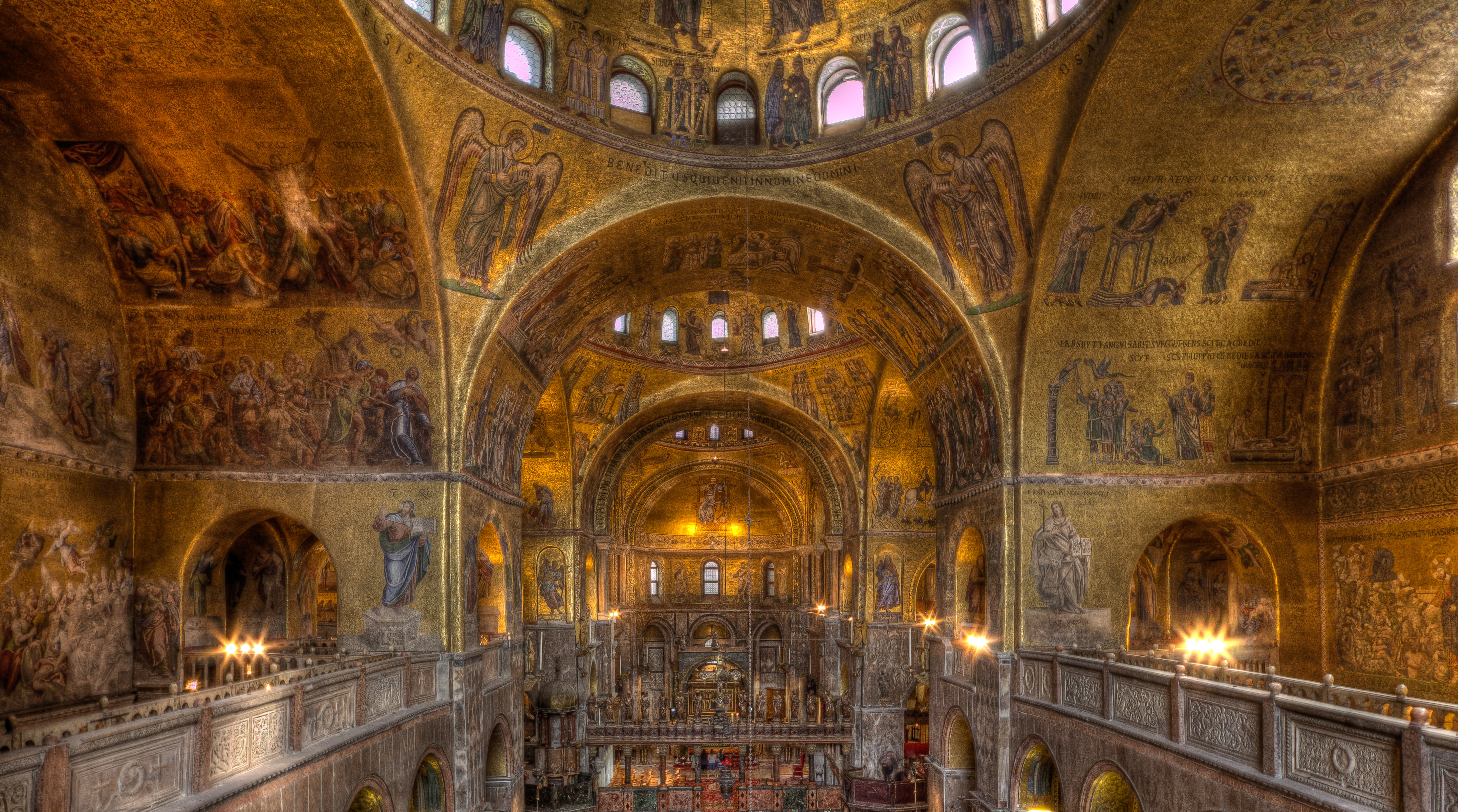
Intérieur de la Basilique

L'intérieur de la basilique Saint-Marc est un haut lieu de la mosaïque occidentale. Les mosaïques sur fond d'or ont valu à l'église le surnom de « basilique d'Or ». Les premiers travaux ont eu lieu dans les années 1071-1084, sous l'impulsion du doge Domenico Selvo. La majorité des mosaïques, cependant, ont été réalisées au cours du XIIIe siècle. Certaines ont été ajoutées - en particulier sur la façade - entre le XVIe et le XVIIIe siècle, conçues selon les plans des écoles du Titien et du Tintoret, mais le programme ancien des mosaïques a généralement été préservé. Les mosaïstes ont couvert une superficie totale de 4 240 m2, réalisant ainsi l'un des plus grands ensembles de mosaïques du monde.
La structure du bâtiment de Saint-Marc est en maçonnerie de brique. Sur le plâtre humide était tracée une esquisse en couleurs de la scène prévue, puis les tesselles étaient posées une à une et pressées aux deux tiers de leur hauteur dans le mortier. Les tesselles sont ici découpées dans des dalles de verre coloré au lieu de pierres de rivière colorées de la technique antique. Les tesselles d'or et d'argent sont constituées de verre transparent enserrant des feuilles de métaux précieux. Souvent, ils ont reçu un angle différent, afin de varier les jeux de lumière.

#### Programme iconographique des mosaïques

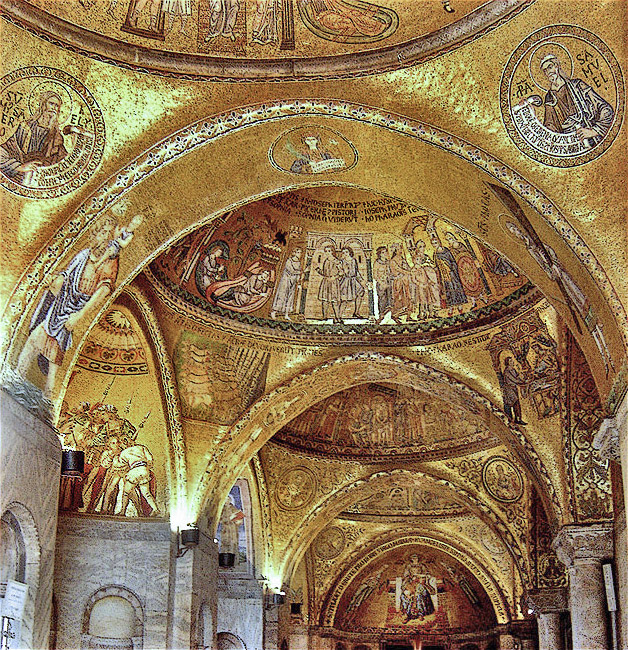
Mosaïques des petits dômes du narthex (galerie située à l'entrée).

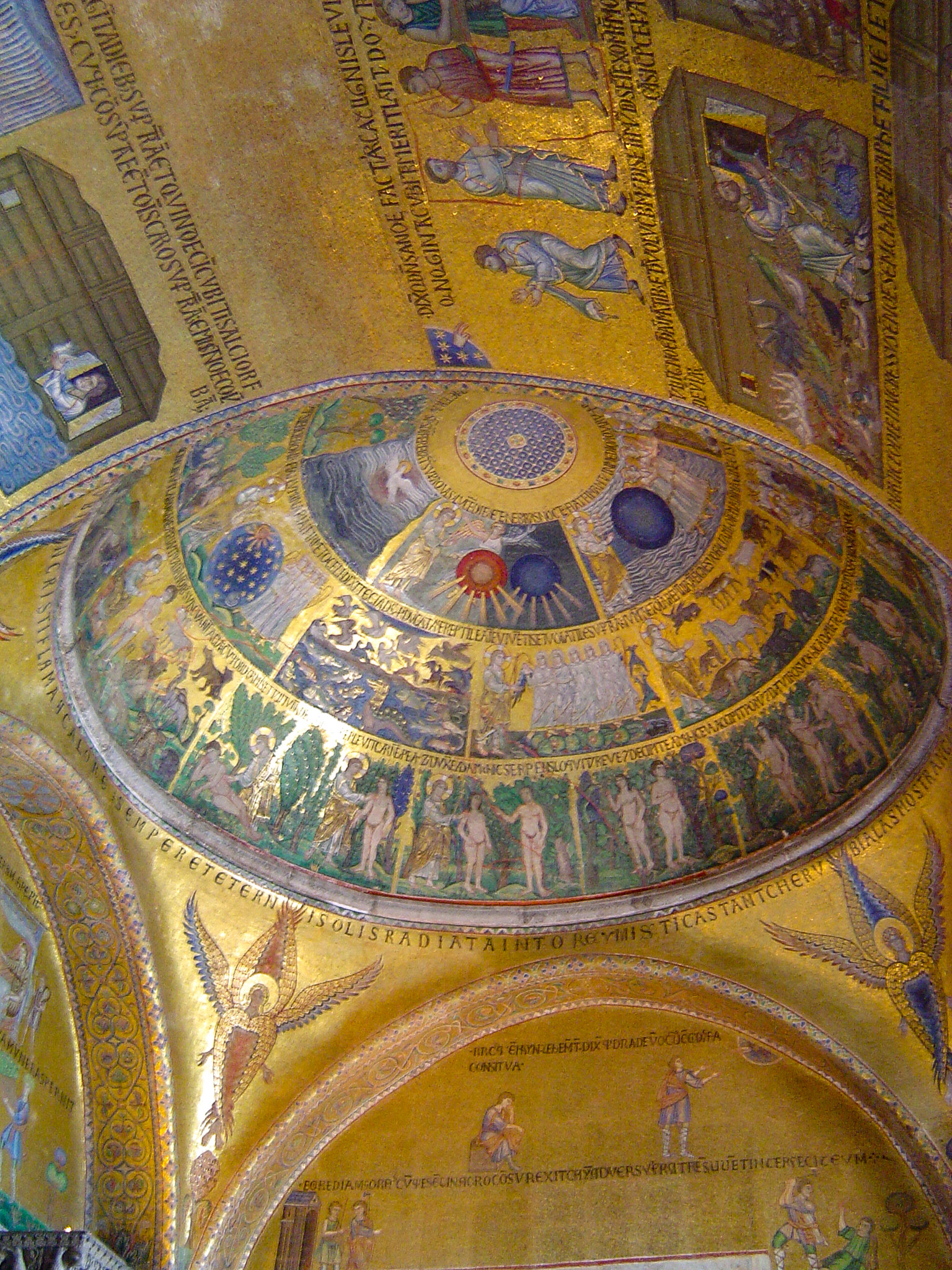
Mosaïque de la Création, dans le narthex.

Le programme iconographique des mosaïques de Saint-Marc couvre toute l'histoire de la chrétienté, imprégnée des événements et des sensibilités politiques de la Sérénissime.
La mosaïque de l'abside, qui montre le Christ pantocrator (restauré) et, au-dessous de lui, les quatre saints patrons de la ville, dont les reliques sont conservées à Saint-Marc, comme le rappelle l'inscription des quatre noms : Nicolas, Pierre, Marc, Hermagor, appartiennent au premier cycle de mosaïques, de la période de Domenico Selvo.
Sur le dôme central de l'Ascension (seconde moitié du XIIe siècle) se trouvent sur plusieurs rangs les figures des Vertus, des apôtres et, au sommet, du Christ ressuscité. Les quatre trompes de la coupole montrent les quatre évangélistes et les quatre fleuves sacrés.
En parallèle, le dôme de la Pentecôte, à l'ouest, présente la scène de la mission confiée aux apôtres par le Saint-Esprit. Les peuples des nations évangélisées sont figurés dans leurs costumes typiques, entre les ouvertures des fenêtres.
Les deux nefs montrent principalement des épisodes de la vie des apôtres. Dans la nef gauche, les mosaïques ont été refaites aux XVIe et XVIIe siècles, tandis que celle de droite a conservé ses mosaïques d'origine des XIIe et XIIIe siècles.
Le narthex est décoré de mosaïques du XIIIe siècle, qui représentent des scènes de l'Ancien Testament, de la Création à l'Exode.
Le baptistère, au sud du porche, a été lui aussi richement doté de mosaïques au cours du XIVe siècle. En accord avec la fonction du lieu, c'est l'histoire de saint Jean-Baptiste qui est ici contée. On y trouve la fameuse danse de Salomé, fille d'Hérodiade, tenant à bout de bras la tête de Jean-Baptiste (Marc 6, 27, 29).
La vie de Saint-Marc est illustrée en cycles de tableaux dans les chapelles latérales.

### Ornementation

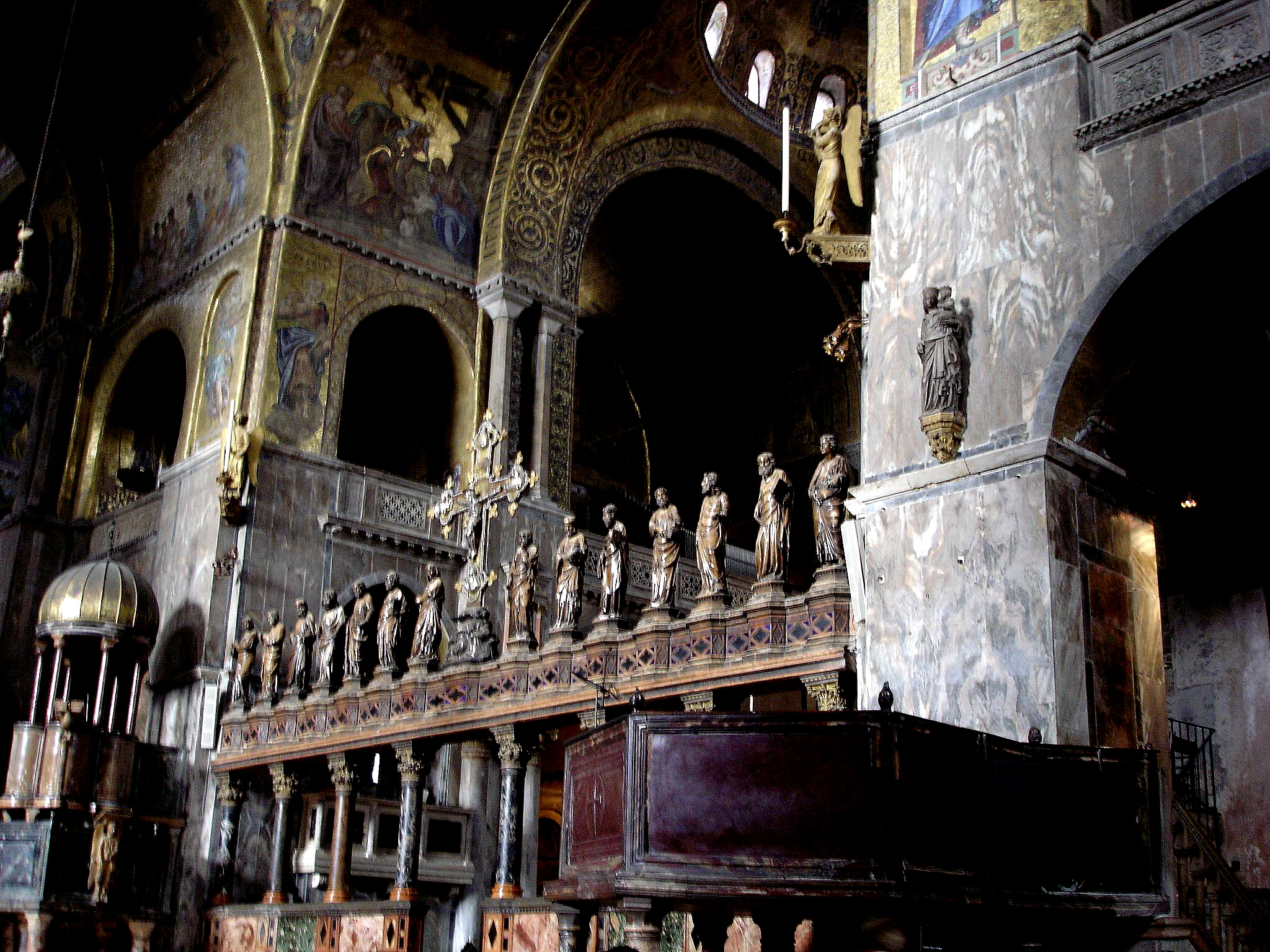
L'iconostase, ornée de sculptures de Dalle Masegne (1394).

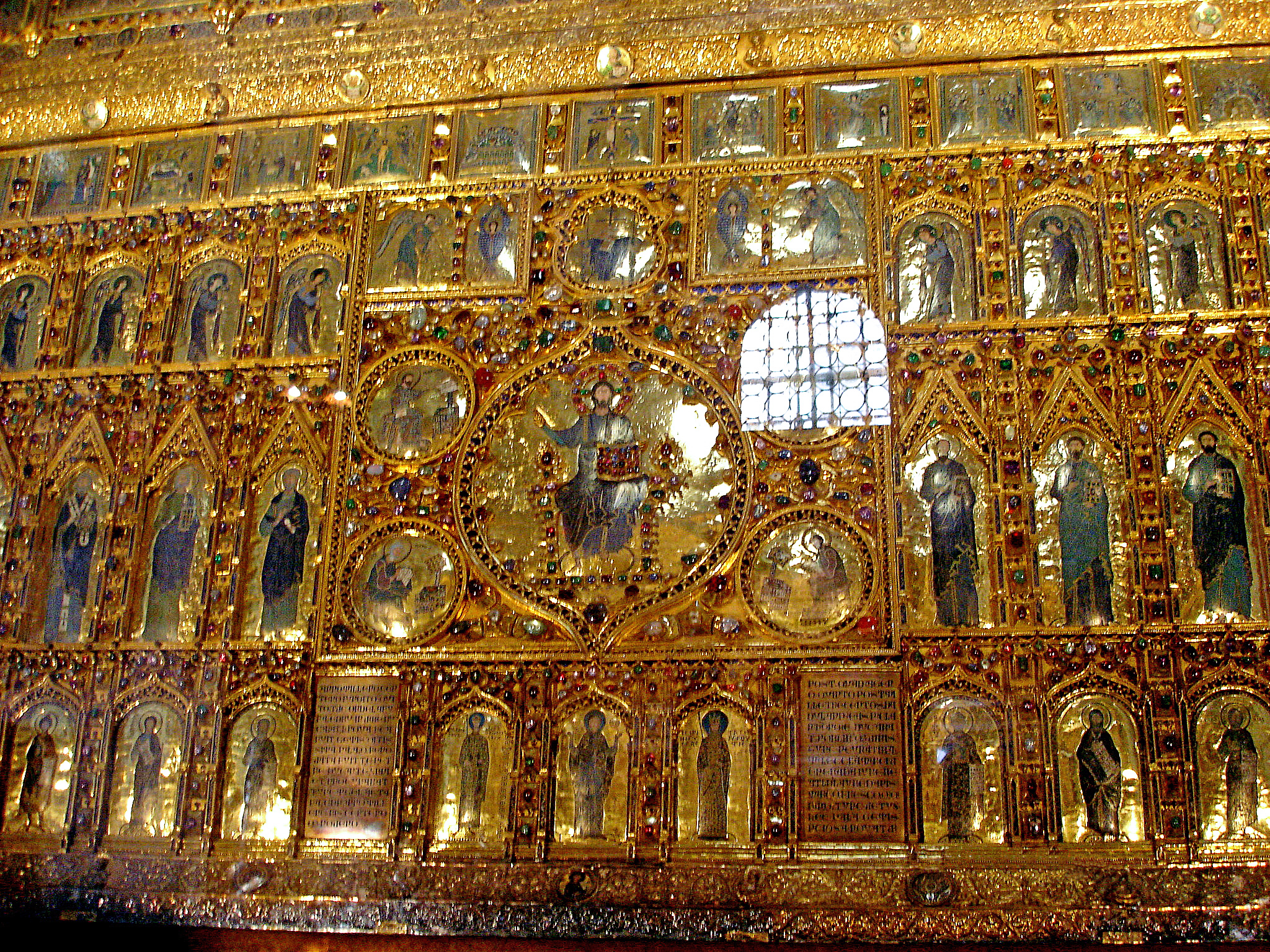
Pala d'oro.

La pièce d'ornementation la plus célèbre est la Pala d'oro, somptueux panneau d'orfèvrerie situé derrière le maître-autel. Devant le chœur se trouve l'iconostase, qui présente des scènes de la vie des apôtres, de Marie, de Jean, et un triomphe de la Croix de Dalle Masegne, de 1394.
Les jours ouvrables, la Pala feriale de Paolo Veneziano, commandée par le doge Andrea Dandolo le 22 avril 1345, recouvrait la Pala d'Oro.
À gauche de l'iconostase se trouve une double chaire du XIVe siècle, composée de différents matériaux et de forme octogonale. Jacopo Sansovino a noté, en 1581, que ces chaires étaient conformes au usages grecs. La chaire à deux niveaux, au nord, servait à la lecture des Évangiles les jours de fêtes, tandis que de la chaire du sud, le doge nouvellement élu était présenté à la population.

### Ornements byzantins rapportés à Venise

#### Les chevaux de Saint-Marc

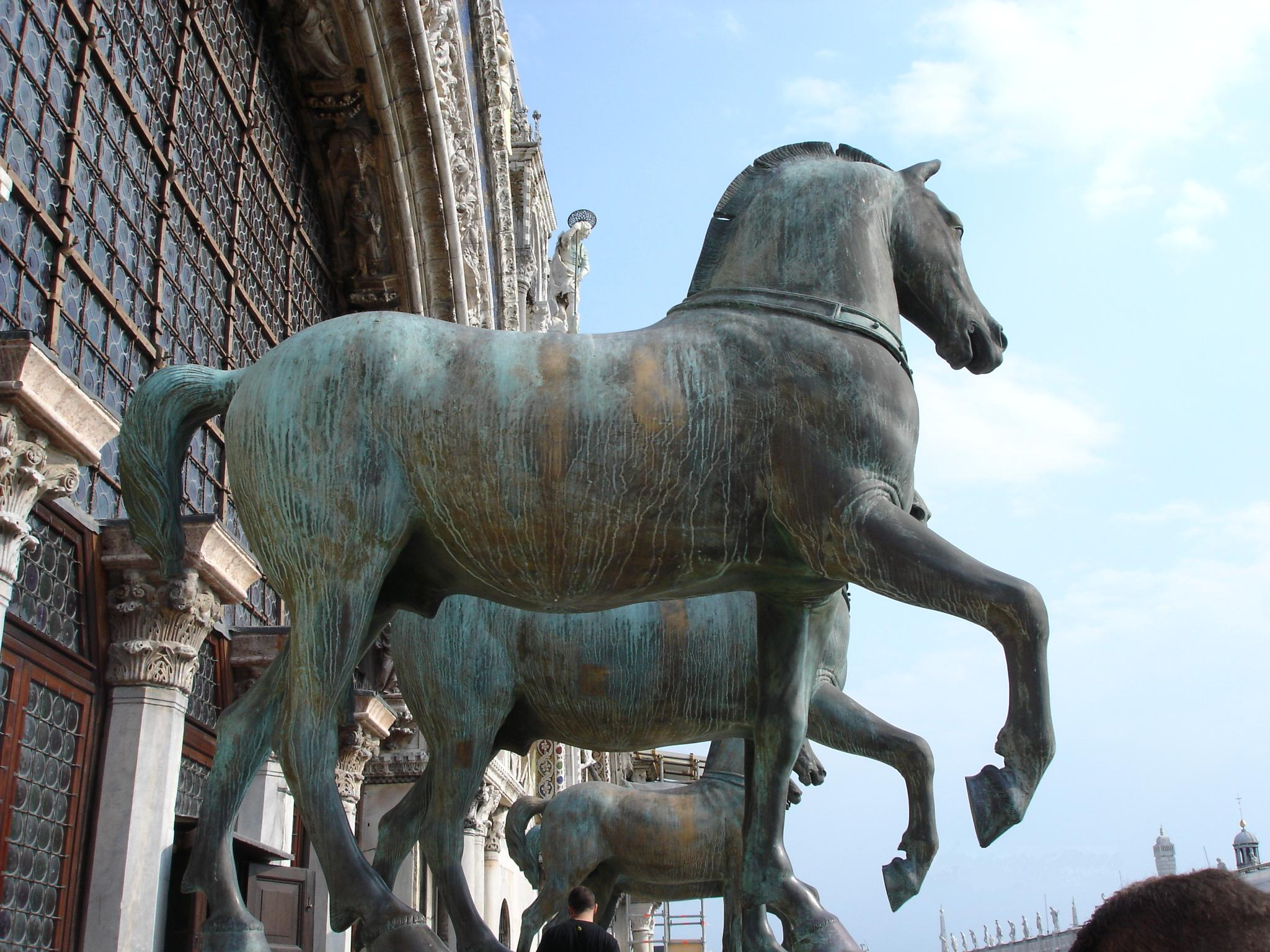
Les chevaux de Saint-Marc.

Ces chevaux de bronze, qui sont en réalité, d'après les analyses pratiquées dans les années 1980, de cuivre doré presque pur, proviennent de l'hippodrome de Constantinople. Ils ne remontent probablement pas au-delà du IIe siècle, selon la plupart des historiens actuels.
Les Vénitiens les rapportèrent lors du sac de Constantinople en 1204. En 1797, les chevaux furent emmenés à Paris par les troupes françaises à la suite de la prise de la ville par Bonaparte durant la première campagne d'Italie. Placés sur l'arc de triomphe du Carrousel jusqu'en 1815, ils furent ensuite rendus à la Cité des Doges par l'intermédiaire des Autrichiens.
Les chevaux exposés actuellement à l'extérieur sont des copies : les originaux sont à l'abri dans le musée de San Marco. Chacun des chevaux pèse environ 875 kg, et les têtes n'ont certainement pas été remises à leur juste place après le déménagement de Constantinople. Le char antique, lui, a entièrement disparu.

#### Les Tétrarques

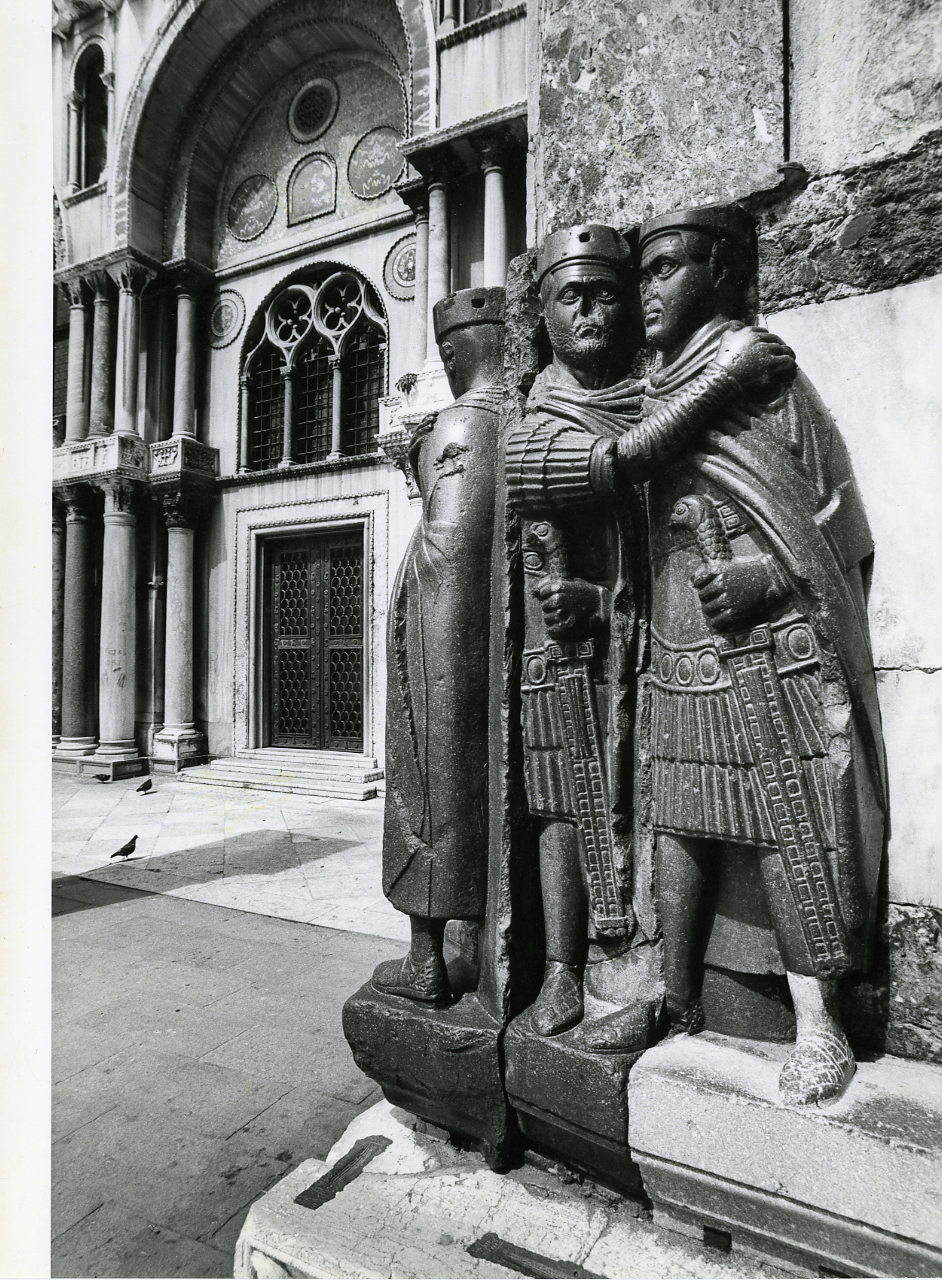
La statue des Tétrarques, vue par Paolo Monti en 1977.

À un angle de la cathédrale, intégré à la porta della Carta se trouve le groupe sculpté des Tétrarques, du début du IVe siècle. Cet ensemble statuaire en porphyre représente les deux couples d'empereurs de la première Tétrarchie : l'empereur Dioclétien et les co-empereurs Maximien, Constance Ier Chlore et Galère. Ce groupe est le sujet de nombreuses légendes locales qui en font notamment des voleurs ou des meurtriers. L'identification en 1966 d'un fragment sculpté, retrouvé à Istanbul non loin du Myrelaion, comme constituant la partie manquante du pied gauche de la statue la plus à l'est, a permis de lever toute ambiguïté et d'attribuer cette œuvre à la capitale byzantine.
Cette sculpture est caractéristique, dans l'histoire de la sculpture antique tardive, du changement fondamental dans la conception du portrait des souverains, passant d'une représentation en majesté à une toute nouvelle manière introspective dans laquelle les corps ne peuvent plus exprimer directement l'image du pouvoir. Cela ouvre la voie aux arts chrétiens et byzantins. Contrairement à l'art romain de la fin de la République et du début de l'Empire, le naturel revient de nouveau dans l'Antiquité tardive : les Tétrarques en sont un bon exemple.

#### Autres ornements byzantins rapportés à Venise
D'autres spolia ont été rapportés de Constantinople pour orner la basilique : de nombreux éléments du décor sculptés de la grande église Saint-Polyeucte, construite au début du VIe siècle, et peut-être déjà en ruine au moment du sac de la capitale par les Croisés, ont été également emportés et incorporés à la basilique. Les chapiteaux décorés de palmiers qui ornent la façade sud sont caractéristiques de cette sculpture architecturale d'influence sassanide de Saint-Polyeucte. Les Pilastri Acritani (« Piliers d'Acre ») qui s'élèvent devant la porte de cette même façade ne proviennent pas de Terre sainte, comme leur nom pourrait le laisser penser, mais de cette même église .

### Reliques et tombeaux
- Sarcophage de saint Marc l'Évangéliste.
- Tombeau du cardinal Pietro La Fontaine.
- Tombeau de Danide Manin (homme politique vénitien, 1804-1857)

Dans l'atrium : Marino Morosini (1253), Bartolomeo Gradenigo (1342)

### Fonts baptismaux
Les fonts baptismaux sont placés dans le baptistère. Ils ont été conçus par Jacopo Sansovino. Le couvercle en bronze placé au-dessus d'une grande vasque en marbre a été exécuté en collaboration par Tiziano Minio et Desiderio da Firenze en 1545. Une statue en bronze réalisée en 1565 par Francesco Segala (1535-1592) de Padoue représentant saint Jean-Baptiste.

## Le campanile

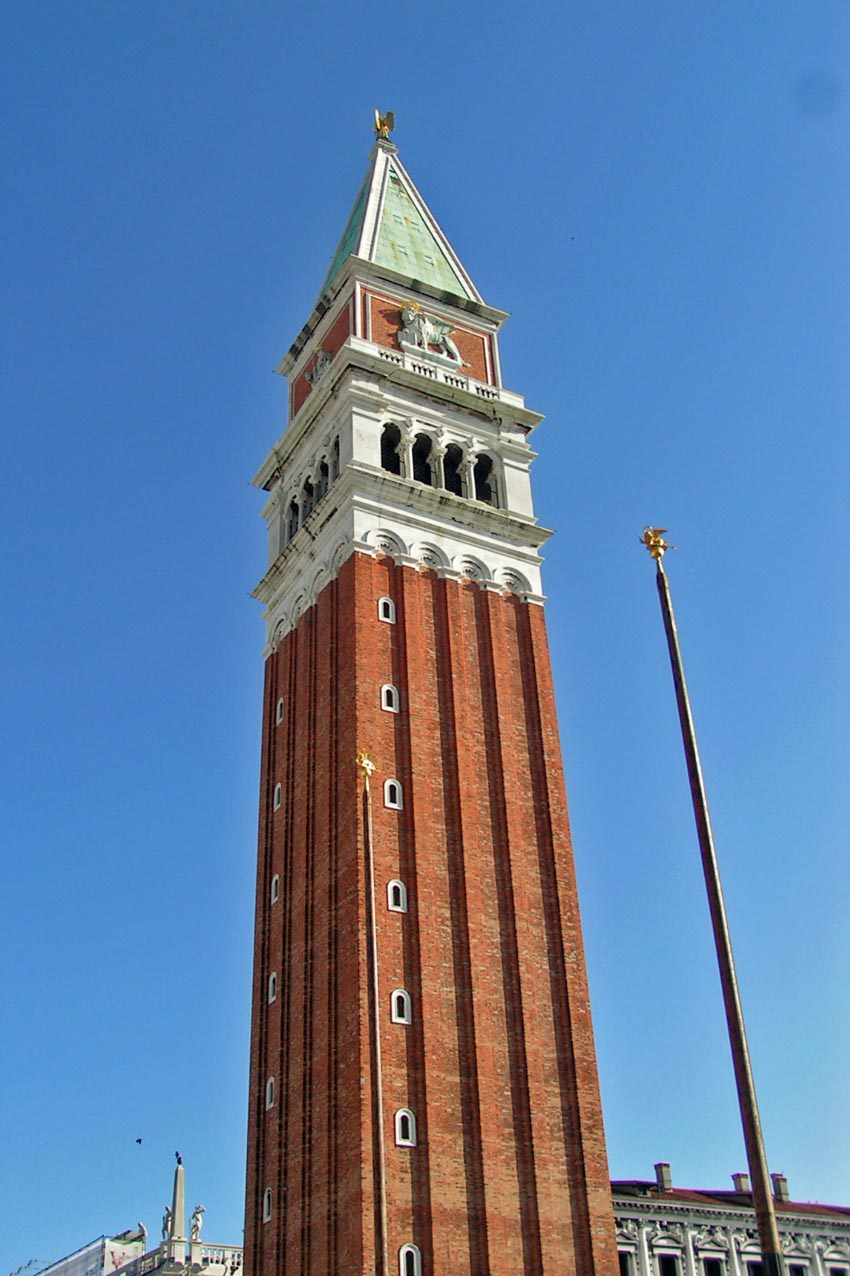
Le Campanile.

Le campanile de 98,6 m de haut a été construit en 1511-1514. Le campanile actuel n'est cependant pas l'original. En effet, le 14 juillet 1902, le campanile s'est brusquement effondré sans tuer quiconque, sauf le chat du gardien, et détruisant la Logetta située en contrebas. L'ensemble a été reconstruit à l'identique de 1903 à 1912.
Les visiteurs peuvent accéder à la chambre des cloches par les ascenseurs situés dans la Logetta.
Ses cinq grosses cloches sont accordées en la0– si0– do dièse1– ré1– mi1.

## La Loggetta

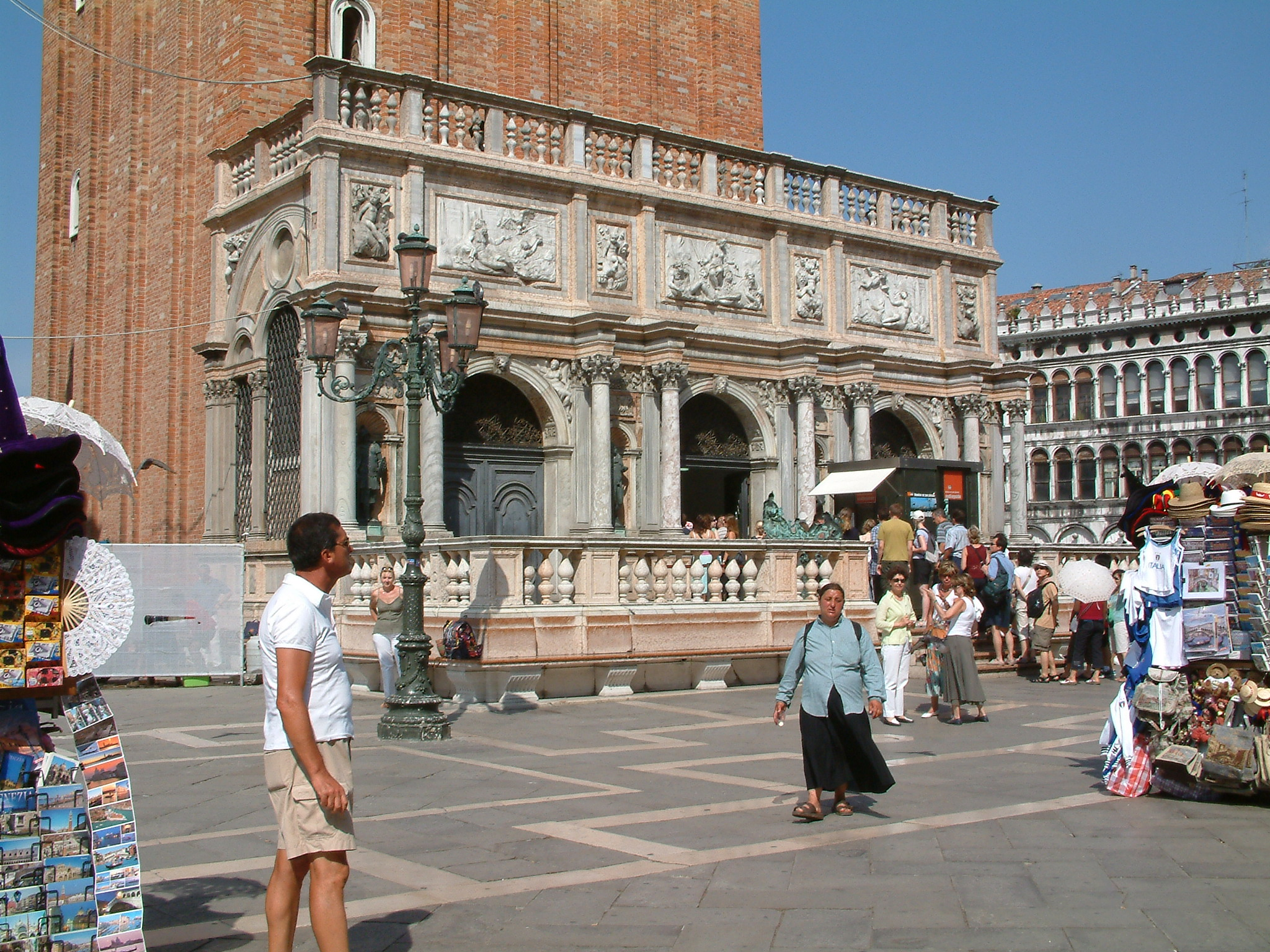
La Loggetta de Sansovino sert aussi d'entrée vers les ascenseurs.

La Loggetta, située au pied du campanile, a été réalisée de 1537 à 1549 par Jacopo Sansovino, maître de l'architecture de la Haute Renaissance à Venise. Elle a un caractère plus décoratif que les formes correspondantes de Florence et n'a pas renoncé à l'usage abondant des colonnes. Ses quatre niches abritent des statues de bronze de Minerve, Apollon, Mercure ainsi qu'une allégorie de la paix. Ce n'est qu'en 1663 qu'on y ajouta la terrasse et les portes ouvrant sous les arcades.
La façade présente une très harmonieuse combinaison de différentes formes d'arcades. La corniche, continue sur la façade principale, est interrompue sur les petits côtés par une voûte, accompagnée d'ouvertures rectangulaires plus petites. Ces dispositions appartiennent à la tradition vénitienne, toujours liée à l'architecture byzantine, mais elles s'accordent parfaitement aux nouveaux idéaux de l'art de la Renaissance.
À l'origine salle de réunion du patriciat, la Loggetta servit à partir de 1569 à la garde d'honneur des ouvriers de l'Arsenal. Cette garde sécurisait les réunions du Grand Conseil.

## La musique à Saint-Marc
San Marco a longtemps été l'une des grandes institutions musicales de Venise, dont l'influence s'est fait sentir dans toute l'Europe, avec ses grands compositeurs : Adrien Willaert, Cyprien de Rore, Gioseffo Zarlino (également théoricien qui fut, par ses écrits, le type même de l'humaniste vénitien), les deux Gabrieli (l'oncle puis le neveu : Andrea Gabrieli et Giovanni Gabrieli), Giovanni Croce, Claudio Monteverdi, Francesco Cavalli.

## Basilique Saint-Marc dans l'art

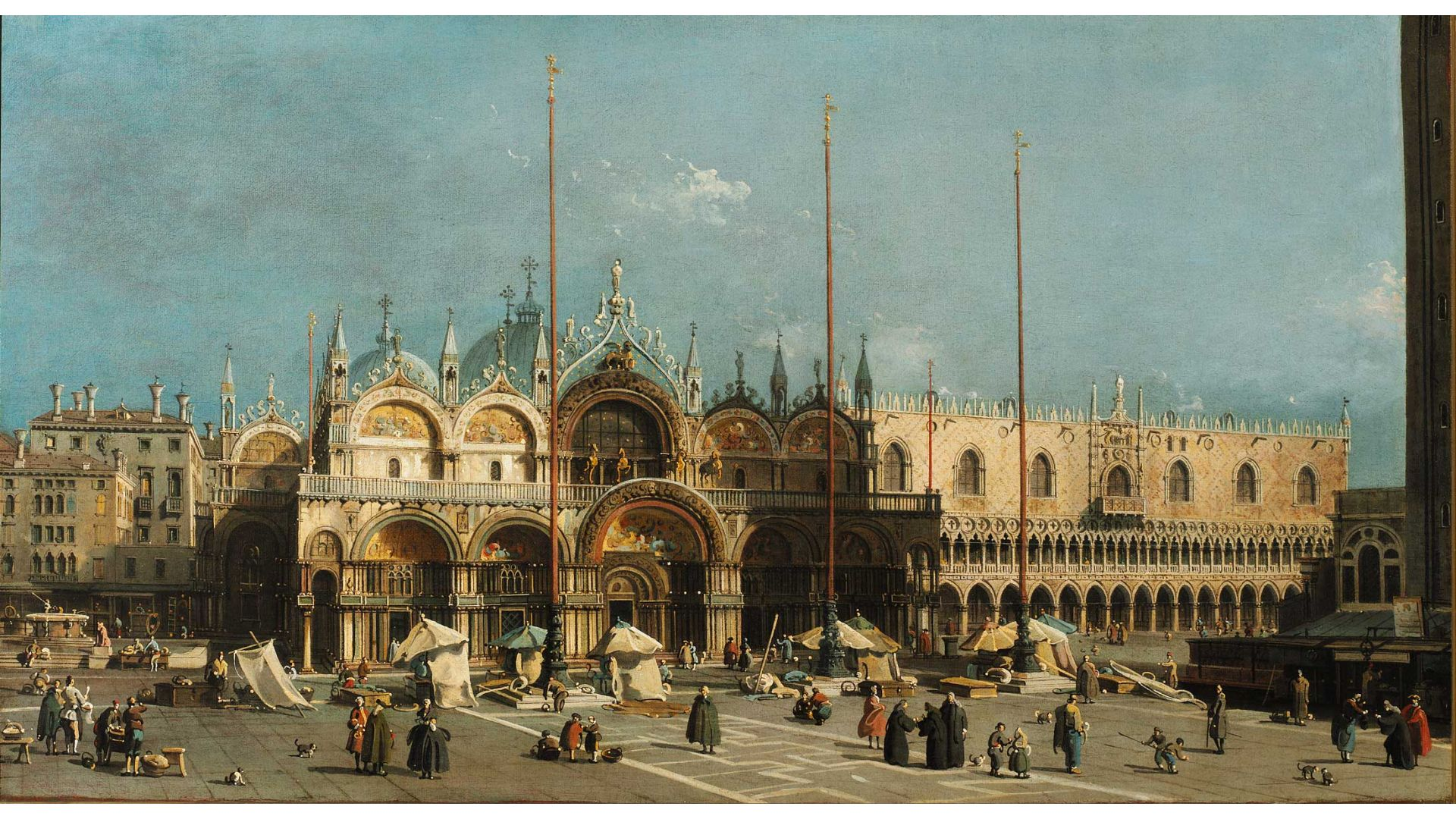
Canaletto (1697–1768), Place Saint-Marc à Venise, vers 1740-1750. Musée d'Art contemporain de Rolandseck, Remagen[6].
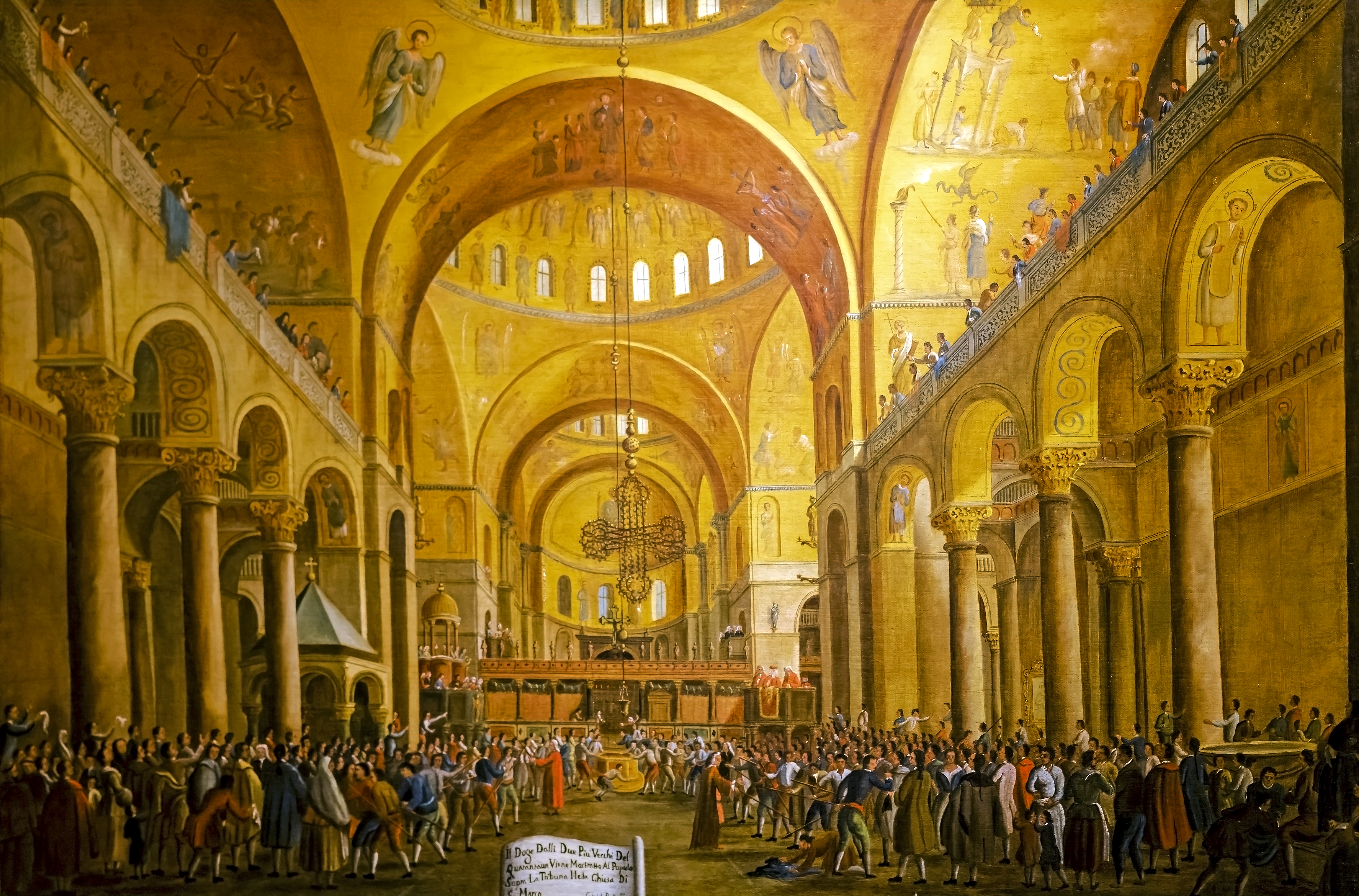
Gabriele Bella (1730–1799), Présentation du nouveau doge. Pinacoteca Querini Stampalia, Venise.